# Zé Carlos (1947)
José Carlos dos Santos, mais conhecido como Zé Carlos (Catanduva, 28 de setembro de 1947), é um ex-futebolista brasileiro que atuava como volante. Ele fez parte do elenco do Comercial de Ribeirão Preto e do Palmeiras, neste último clube ele jogou de 1969 a 1974, sendo considerado por muitos o eterno reserva de Dudu.
Zé Carlos fez parte da famosa "Academia" da Sociedade Esportiva Palmeiras. Conquistou títulos e atuou pela equipe alviverde em 116 partidas com 61 vitórias, 34 empates, 21 derrotas.

## Títulos
Palmeiras
- Campeonato Brasileiro: 1969, 1972 e 1973
- Troféu Ramón de Carranza: 1969
- Campeonato Paulista: 1972